# Трифари Алто (Козенца)
Трифари Алто је насеље у Италији у округу Козенца, региону Калабрија.
Према процени из 2011. у насељу је живело 102 становника. Насеље се налази на надморској висини од 737 м.